# تاتاراشتی دو سوس
تاتاراشتی دو سوس (به لاتین: Tătărăștii de Sus) یک سکونتگاه مسکونی در رومانی است که در شهرستان تلئورمان واقع شده‌است.

## خصوصیات
تاتاراشتی دو سوس ۳٬۲۰۴ نفر جمعیت دارد.